# Liste deutscher Bezeichnungen schwedischer Orte
Deutsche Bezeichnungen schwedischer Orte sind zu meist während der Hansezeit entstanden und in den allermeisten Fällen den ursprünglichen schwedischen Ortsbezeichnungen entlehnt.

## A
- Arbogen: Arboga

## C
- Calmar: Kalmar
- Christianstadt:  Kristianstad

## D
- Dalenburg: Dalaborg

## E
- Elsburg: Älvsborg
- Ellenbogen: Malmö

## G
- Gotenburg: Göteborg

## H
- Halmstadt: Halmstad
- Helsingburg: Helsingborg

## J
- Jacobstal: Schloss Ulriksdal

## K
- Karlshafen: Karlshamn
- Koperburg: Kopparberget (heute Falun)

## L
- Landskron: Landskrona

## M
- Mellersee (Mälarsee): Mälaren

## N
- Niekoping: Nyköping

## S
- Saleberg: Salberget
- Schonen: Skåne
- Stegburg: Stegeborg
- Sternenburg: Stjerneborg
- Stregnes: Strängnäs
- Sundswald: Sundsvall

## T
- Torsil: Torshälla

## U
- Upsal: Uppsala
- Uranienburg: Uraniborg

## W
- Westeras: Västerås
- Wenersburg: Vänersborg
- Wermland: Värmland
- Wisby: Visby

## Y
- Ystadt: Ystad